# 곰돌이 푸 (영화)
《곰돌이 푸》(영어: Winnie the Pooh)는 2011년에 공개된 디즈니 《곰돌이 푸 시리즈》의 장편 애니메이션 영화이다.

## 줄거리
이 영화의 배경은 크리스토퍼 로빈과 그의 친구들인 곰돌이 푸(줄여서 푸), 피글렛, 래빗, 이요르, 티거, 올빼미, 캥거루, 그리고 루가 살고 있는 100에이커 숲을 배경으로 하며, 이들은 책 속의 내레이터 및 텍스트와 완벽하게 상호작용할 수 있다.
어느 날 아침, 푸는 꿀이 다 떨어진 것을 발견한다. 더 많은 꿀을 찾던 중, 그는 이요르를 방문하고 이요르의 꼬리가 사라진 것을 알게 된다. 나중에 이요르에게 적합한 대체 꼬리를 찾아주는 참가자에게 꿀 한 통을 상으로 주는 대회가 열리지만, 모든 시도는 실패한다.
나중에 푸는 꿀을 얻기 위해 크리스토퍼 로빈의 집으로 가지만, 그가 사라지고 쪽지가 남겨져 있는 것을 발견한다. 푸가 친구들에게 쪽지를 보여주자, 올빼미는 쪽지에 쓰인 글에서 크리스토퍼 로빈이 "백슨"이라는 생물에게 납치되었다고 결론 내린다. 이에 래빗은 함정을 만들기로 결심하고, 물건들을 구덩이로 이끄는 길을 만든다.
다른 곳에서 래빗의 계획에 동의하지 않는 티거는 백슨을 혼자 찾아내 공격하기로 결심한다. 그는 곧 이요르가 무리에게 우연히 버려졌다는 것을 알게 되고 당나귀를 보살피기로 한다. 이요르를 훈련시키면서 티거는 백슨으로 변장하여 이요르에게 싸우는 방법을 가르친다. 이요르는 결국 티거에게서 도망쳐 물속에 숨고, 그곳에서 닻을 발견하여 대체 꼬리로 사용하기로 한다.
래빗의 계획을 따라가기 위해 애쓰던 푸는 빈 꿀단지를 발견한 후 백슨 구덩이에 빠진다. 이요르와 재회한 래빗 일행은 이요르의 닻을 사용하여 푸를 구하려고 하지만, 무게 때문에 피글렛을 제외한 모두가 구덩이에 빠진다. 피글렛은 모두를 구하기 위해 밧줄을 찾으러 크리스토퍼 로빈의 집으로 향하지만, 백슨 의상을 입은 티거를 보고 겁에 질려 도망친다. 우스꽝스러운 추격전 끝에 둘 다 책의 글자들과 함께 구덩이에 갇히고, 푸는 그 글자들을 사용하여 모두가 올라갈 수 있는 사다리를 만든다. 그 후, 일행은 크리스토퍼 로빈과 재회하고, 그는 올빼미가 편지를 잘못 읽었으며, 실제로는 크리스토퍼 로빈이 외출했고 "곧 돌아올(back soon)" 것이라고 쓰여 있었다고 설명한다. 그가 사라진 진짜 이유는 그가 학교에 있었기 때문이었다.
사건 후, 푸는 계속해서 꿀을 찾는다. 그는 곧 올빼미의 집을 방문하고, 올빼미가 이요르의 꼬리를 누구의 것인지 모른 채 벨 풀로 사용하고 있었음을 알게 된다. 올빼미는 푸가 꼬리를 가져가도록 허락하지만 꿀 한 통도 제공한다. 푸는 배고픔을 무시하고 제안을 거절하며, 빠르게 이요르의 꼬리를 돌려준다. 이러한 이타적인 행동에 대한 보상으로, 100에이커 숲의 모든 사람들은 푸를 꼬리 찾기 대회의 우승자로 선언하고 그에게 거대한 꿀단지를 선물하여 푸를 기쁘게 한다.
쿠키 영상에서는 실제 백슨이 매우 친절하고 온순한 생물임이 드러나며, 푸와 그의 친구들이 남긴 물건의 흔적을 발견하고 결국 그들의 구덩이에 빠진다.

## 배역
- 짐 커밍스 - 곰돌이 푸/티거
- 잭 버틀러 - 로빈
- 트래비스 오츠 - 피글렛
- 톰 케니 - 토끼
- 크레이그 퍼거슨 - 올빼미
- 버드 럭키 - 이요르
- 크리스틴 앤더슨 로페즈 - 캔가
- 와이어트 홀 - 루
- 존 클리즈 - 해설

## 한국판 성우진
- 이윤선 - 푸(짐 커밍스)
- 설영범 - 티거(짐 커밍스)
- 최재익 - 피글렛(트래비스 오츠)
- 탁원제 - 토끼(톰 케니)
- 이종구 - 올빼미(크레이그 퍼거슨)
- 이호인 - 이요르(버드 럭키)
- 이연희 - 캔가(크리스틴 앤더슨 로페즈)
- 박상일 - 해설(존 클리즈)
- 홍범기 - 곰방(휴얼 하우저)
- 김휘수 - 크리스토퍼 로빈(잭 볼터)
- 최은후 - 루(와이어트 딘 홀)